# Eliasz (Ganża)
Eliasz, imię świeckie Ilja Jakowlewicz Ganża (ur. 1837 w Makiejewce, zm. 17 kwietnia 1946 tamże) – schimnich Rosyjskiego Kościoła Prawosławnego, święty prawosławny.

## Życiorys
Nic nie wiadomo o jego życiu świeckim i okolicznościach wstąpienia do monasteru. Był mnichem bez święceń duchownych. Przez wiele lat przebywał w skicie św. Eliasza na górze Athos, zaś prawdopodobnie na początku XX wieku przeniósł się do Ławry Pieczerskiej w Kijowie. Klasztor ten opuścił w czasie prześladowań mnichów przez miejscowe władze radzieckie, w 1927. W wymienionym roku osiedlił się we wsi Kalinowo k. Makiejewki, zaś w 1936, po zamknięciu miejscowej cerkwi Trójcy Świętej, przeniósł się do rodzinnego miasta. Zamieszkiwał u różnych rodzin prawosławnych. Schimnich cieszył się ogromnym autorytetem wśród prawosławnych mieszkańców Makiejewki. Regularnie przyjmował u siebie wiernych, którzy zwracali się do niego z prośbami o duchowe porady i modlitwę; wśród jego gości byli także kapłani z Moskwy i Kijowa. Przypisywano mu dar przewidywania przyszłości.
O kanonizacji schimnicha zdecydował Święty Synod Ukraińskiego Kościoła Prawosławnego w dniu 8 maja 2012. 28 maja tego samego roku jego szczątki zostały ekshumowane w celu pozyskania relikwii dla kultu. Dniem wspomnienia świętego Eliasza jest rocznica jego śmierci. Uroczystość kanonizacji mnicha (dla kultu lokalnego) odbyła się 23 września 2012 w soborze św. Jerzego w Makiejewce pod przewodnictwem metropolity odeskiego i izmaiłskiego Agatangela.